# ブラッザモンキー
ブラッザグエノン（Cercopithecus neglectus）は、霊長目オナガザル科オナガザル属に分類される霊長類。別名ブラッザモンキー、ブラッザザル。

## 分布
アンゴラ北東部、ウガンダ、エチオピア南西部、ガボン、カメルーン、ケニア、赤道ギニア、コンゴ共和国、コンゴ民主共和国、中央アフリカ共和国、南スーダン

## 形態
体長オス48.4 - 59.4センチメートル、メス39.4 - 54.3センチメートル。体重オス4.8 - 8キログラム、メス2.5 - 4.9キログラム。鼻や口の周囲は白く、顎には白い髭が生える。顔に橙色の斑紋が入る。背面は灰色。四肢や尾は黒く、大腿部に白い筋模様が入る。尻は白い。
染色体数は2n=62。
グエノン（おおむねCercopithecusと同義）に分類され、背は赤茶色のAgouti（途中で色味の変わる毛）。また前頭部にはオレンジ色の三日月型の模様がある。瞼と鼻の周りから口の周りのヒゲが白い。この特徴的な見た目をGrand Ayatollah・ルーホッラー・ホメイニーになぞらえ「アヤトラ・モンキー」と呼ばれることもある。雌雄とも食べ物を一時的に保持するための頬袋がある。
オスの陰嚢は青い。

## 生態

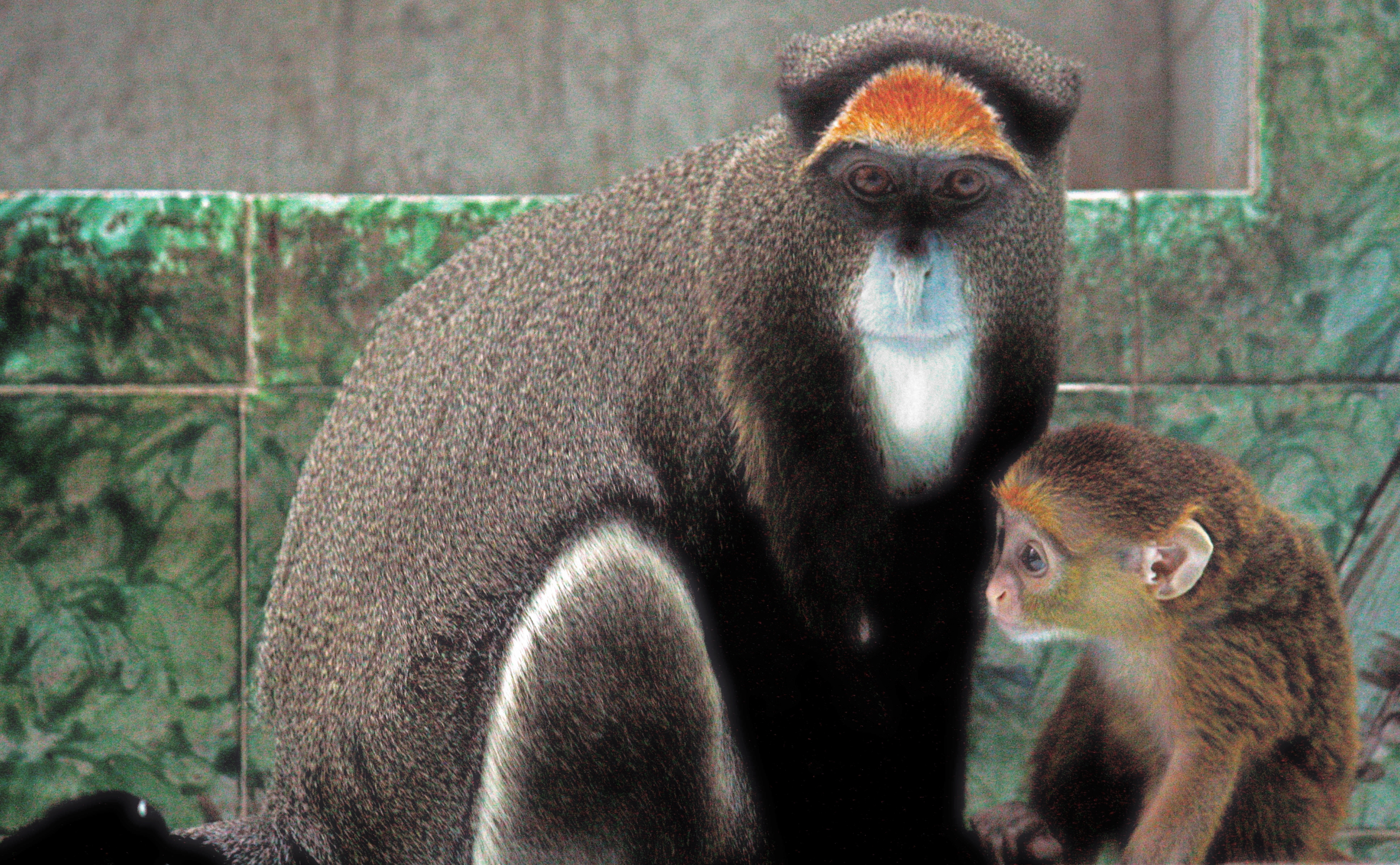
ブラッザグエノンの母子

低地や低山地にある熱帯雨林・沼地林・半落葉樹林・有刺植物からなる森林などに生息する。主に樹上性である。4 - 10匹の群れを形成して生活するが、最大35匹の群れを形成した例もある。群れは母系集団でメスは産まれた群れに留まるが、オスは性成熟する前に産まれた群れから離散する。一方で若獣はペアで行動する例もあり、一部の婚姻様式に一夫一妻も含まれていることが示唆されている。行動圏と1日あたりの移動距離は小さくガボンで4 - 10ヘクタール・250 - 1,010メートル、ケニア西部で4 - 6ヘクタール・330 - 1,000メートルという報告例がある。視覚的・聴覚的なコミュニケーションを行い、前者の例では脅威を感じた際に唇をまくり上げて犬歯を見せたり歯を食いしばる・頭部を上下に振るなどの行動がみられる。驚くと凍りついたように動きを止める。
主に果実を食べるが、植物の葉、花、キノコ、甲虫類やシロアリなどの昆虫も食べる。捕食者はヒョウ、チンパンジーなどの他の霊長類、タカ科、ヘビ類、ヒトなどが挙げられる。
繁殖様式は胎生。妊娠期間は5 - 6か月。1回に1頭の幼獣を産む（まれに2頭を産むこともある）。生後5 - 6年で性成熟する。
ブラッザグエノンの野性での寿命はおよそ22年である。他のCercopithecusと同様に飼育下では30年程生きるだろうと考えられている。臆病で縄張り意識が強く、5頭から30頭ほどの小さな群れで行動する。群れのリーダーはもっとも強いオスで、このオスは群れのメンバーを守る習性を持つ。
ブラッザグエノンはうなり声や木の枝を揺らすなど、あるいは様々な表情や独特の行動（イライラしている時は頭を振る、肯定的な時にはうなずくなど）を通してコミュニケーション（情報、思考の伝達）をとっている。

## 人間との関係
生息地では食用とされることもある。
個体群によっては、森林伐採や農地開発による生息地の破壊により生息数は減少している。食用の狩猟や、害獣としての駆除による影響も懸念されている。ウガンダ東部やケニア西部では、絶滅の危険性が高いとされる。1977年に、霊長目単位でワシントン条約附属書IIに掲載されている。

## 語源
現地の人々の間では「沼の猿」として知られている。「ブラッザグエノン」および英名"De Brazza's monkey"はイタリア系フランス人の探検家、ピエール・ブラザに由来する。